# Lissanthe powelliae
Lissanthe powelliae är en ljungväxtart som beskrevs av Crayn och E.A.Br. Lissanthe powelliae ingår i släktet Lissanthe och familjen ljungväxter. Inga underarter finns listade i Catalogue of Life.